# Grande Chartreuse
La Gran Cartoixa, Grande Charteuse en francès, és el primer monestir i casa mare dels monjos eremites de l'orde cartoixà. Està situat al municipi de Saint-Pierre-de-Chartreuse, a Isère, al peu del Grand Som, el quart pic més alt del massís de Chartreuse.
L'establiment dels cartoixans al massís que els va donar nom fa d'aquest lloc el tipus d'espai monàstic cartoixà, tot i que l'orde va disposar des del segle XIII de jaciments urbans i cases situades a les planes, fins i tot a la vora del mar.
Els cartoixans són una orde que estima els llibres, arribant fins i tot a anomenar la pràctica de la lectura "aliment per a l'ànima" en els seus costums escrits l'any 1127. Al llarg de la seva existència, el monestir va tenir una gran col·lecció d'obres, que era destruïda de forma regular i parcial per allaus, incendis i saquejos.
D'acord amb la regla cartoixana que garanteix la protecció de la solitud dels monjos, el monestir no està obert a les visites. Tanmateix, hi ha un museu situat a la Correrie, a uns 2 quilòmetres riu avall del monestir. Les reconstruccions de cel·les monàstiques permeten entendre com és la vida d'un monjo cartoixà.

## Història

### El primer monestir

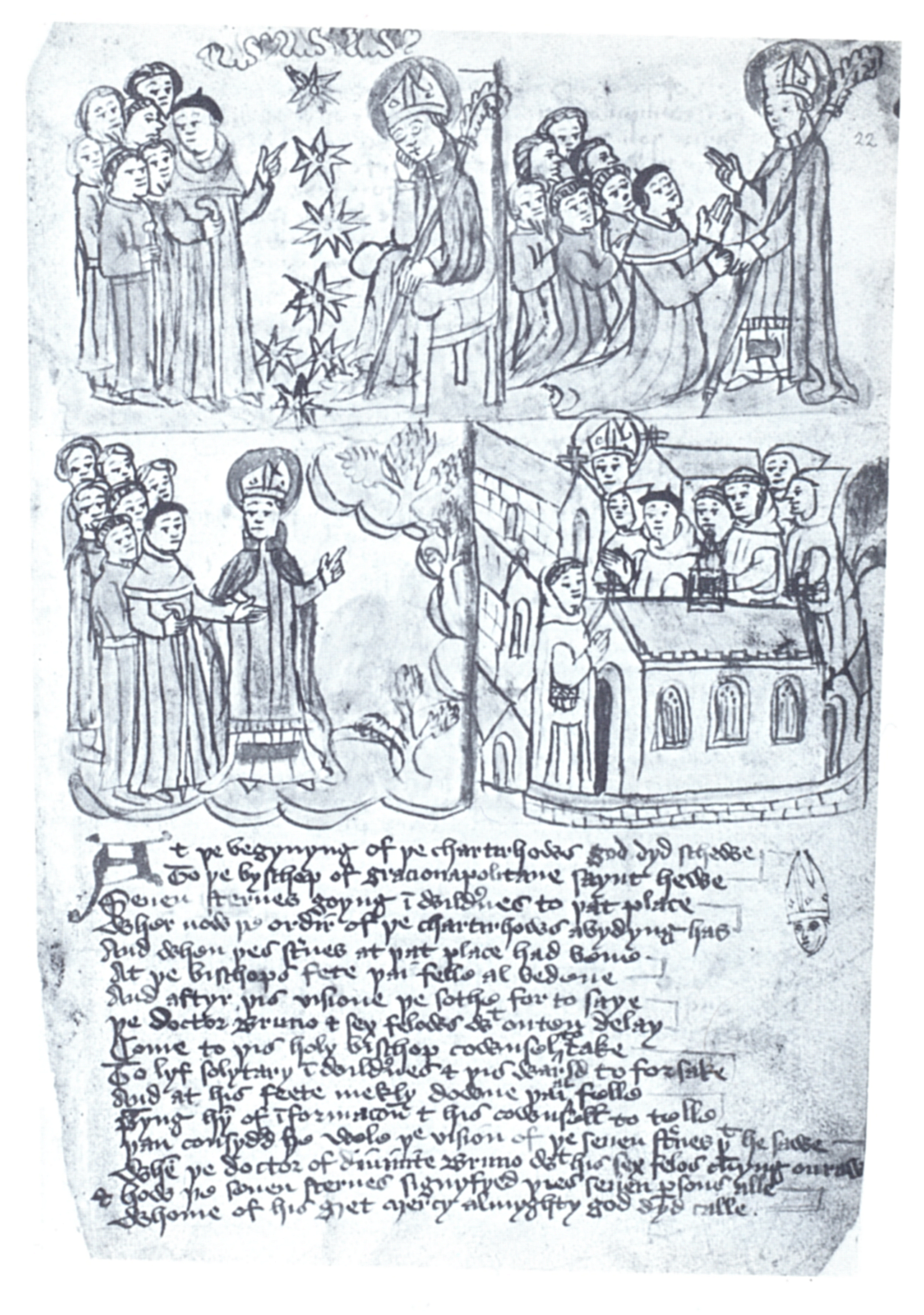
Fundació de la Gran Cartoixa (manuscrit del segle XV.).

La tradició diu que el mestre Bru i sis companys (dos laics, André i Guérin, i quatre clergues : els canonges Étienne de Bourg i Étienne de Die, Hugues i Laudouin, nascuts a la Toscana, que succeirien Bru en el govern de la casa mare), guiats pel bisbe Hug de Grenoble, es van establir el 24 de juny de 1084 a la vall de Chartreuse, un lloc que a partir d'aleshores s'anomenaria " el desert de Chartreuse "a causa del seu aïllament. Una vall curta, bloquejada al nord pel coll de la Ruchère i al sud per la vall de Guiers Mort, està dominada per 1.000 metres pel Grand Som. A finals del segle XI, Bru va construir amb els seus sis companys la primera ermita cartoixana per dur una vida eremítica temperada amb una mica de cenobitisme. La instal·lació el 24 de juny, festa de Joan Baptista, explica per què la cartoixa està inclosa sota el patrocini d'aquest sant.
El 9 de desembre de 1086 davant del sínode diocesà de Grenoble, el bisbe Hug, en una carta de donació, va ratificar solemnement les donacions fetes dos anys abans pels senyors propietaris de les terres de la Chartreuse, és a dir, una superfície de 1.700 ha. Aquest espai natural, ampliat i arrodonit per donacions posteriors, va anar cobrint gradualment la regió de Chartreuse. Els primers cartoixans, ansiosos per protegir el seu aïllament, van negar a les dones qualsevol dret de pas i van expropiar els inquilins del barri, cosa que va donar lloc a tensions, baralles violentes i plets.
La casa estava dividida en dos grups distants a quatre quilòmetres de distància: la cambra baixa o Correrie allotjava la comunitat de germans i tallers o dependències, la cambra alta allotjava el prior i la comunitat de pares, així com un o dos germans.
No queda res del primer monestir, que es va construir dos quilòmetres més amunt que l'actual. Se suposa que els primers edificis eren de fusta, amb l'excepció de l'església del convent que va ser construïda amb material massís. La descripció més antiga i única coneguda la va donar Guibert de Nogent cap al 1114. A part d'una agrupació de cel·les, diferent d'un claustre que reunia els edificis de la vida comunitària (església, capítol, refectori) i la presència d'una cuina i un edifici capaç d'allotjar la meitat dels germans llecs els diumenges, no se'n sap res de la disposició inicial dels edificis, sens dubte molt diferent de la que coneixem avui dia, tenint en compte la configuració del terreny. Guibert especifica, però, que es van instal·lar conductes per portar aigua corrent a les cel·les.
No es podia conrear ni pasturar a la casa alta, tancada en una vall estreta i totalment boscosa. Cada setmana, els dissabtes, els germans de la cambra baixa pujaven a la cambra alta per participar en la litúrgia dominical i en la vida comuna, reinventant la tradició de la Lavra dels deserts de Palestina, als orígens del monaquisme cristià.
La ubicació de la casa superior està marcada per dues capelles construïdes a 110 metres de distància l'una de l'altra: aigües avall de Notre-Dame de Casalibus (literalment “ Nostra Senyora de les Cabanes ", referint-se a les petites cases que servien de cel·les per als monjos) i aigües amunt de la capella de Sant Bru.

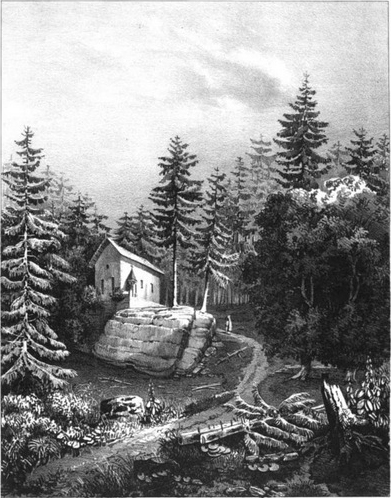
La capella de Saint-Bruno al XIX XIX segle, il·lustracions d' Alexandre Debelle (1805-1897).
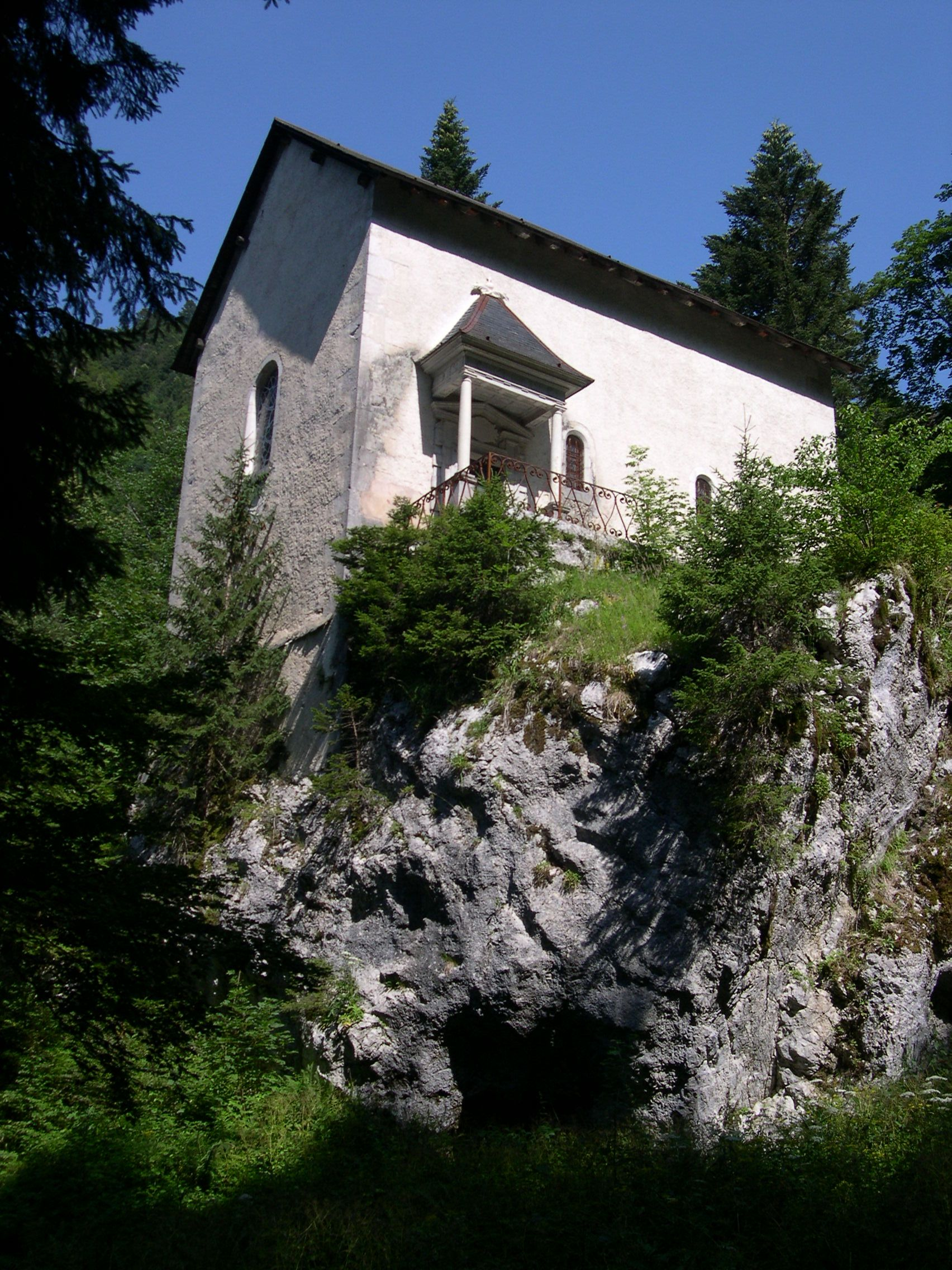
La capella de Saint-Bruno el 2006.
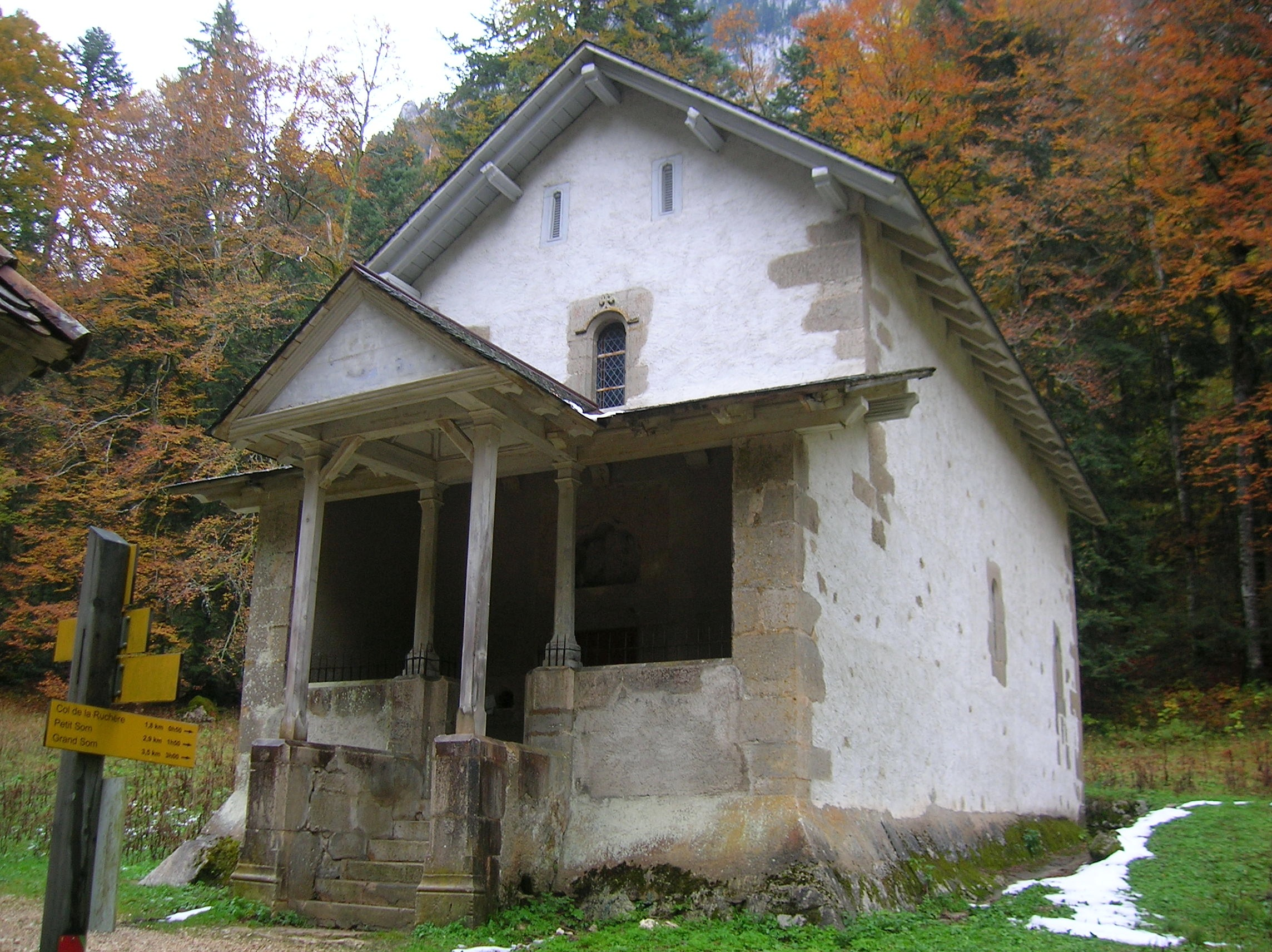
Mare de Déu de Casalibus l'any 2015.

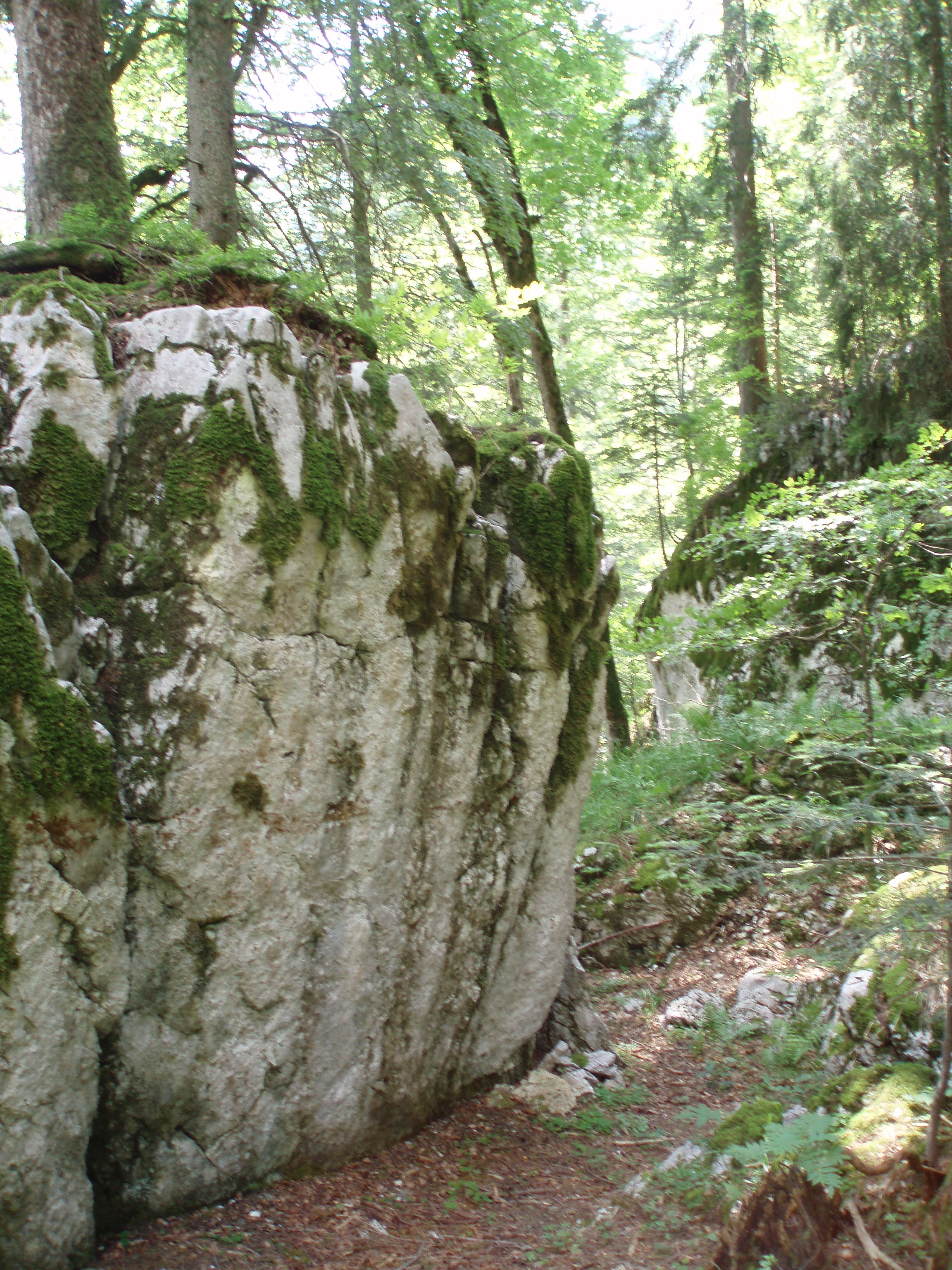
Roques al lloc de la primera cartoixa.

Notre-Dame de Casalibus va ser construïda al segle XV, fora de l'abast de les allaus, mentre que la capella de Sant Bru, situada sobre una roca que sembla provenir d'un altre lloc, sembla haver estat construïda prop de l'emplaçament original de la primera cartoixa, probablement situada a la plataforma annexa a la capella. Originalment estava dedicada a la Mare de Déu. Aquest terreny, d'aproximadament 80 metres de diàmetre i relativament pla, és excepcional a la vall.
Una crònica de l'època, anomenada la Crònica del Magister, ens explica l'esdeveniment que va tenir lloc el 30 de gener de 1132, 48 anys després de l'arribada de Bru.
| « | En la vingt-troisième année du priorat de Guigues, une masse incroyable de neige, se précipitant des hauts sommets rocheux avec une soudaine impétuosité, emporta dans son effrayant tourbillon et ensevelit sous sa masse immense toutes les cellules des religieux sauf une, et avec elles six moines et un novice. | » |

El terme tradicional «allau», amb què es fa referència a aquesta tragèdia, no hauria d'induir a engany. Cap allau de neu podria haver arribat tan lluny a la vall i no es coneixen camins d'allaus en aquesta zona, a part d'un petit cabal anual de no més d'uns pocs metres d'amplada. Els petits esllavissaments són molt freqüents en aquest antic massís calcari. L'allau de 1132 va ser en realitat una caiguda de roques que va empènyer una enorme quantitat de neu molt endavant. A mesura que us acosteu al coll de Bovinant, 700 metres per sobre del monestir, podeu veure un tram de roca que es desprèn de la paret i us podeu imaginar què passaria si un dia, debilitada per les gelades i l'erosió, es desprengués del tot. Els enormes blocs de roca que esquitxen el lloc del primer monestir suggereixen el desastre.

### El monestir de Guigues
Els supervivents del desastre no es podien imaginar reconstruir al mateix lloc. Guigues, el prior, va triar un nou emplaçament dos quilòmetres més avall, situat entre dos plecs de terra que desviarien qualsevol despreniment de roques aigües amunt o aigües avall del monestir. Potser una altra raó va guiar aquesta elecció. La ubicació de la primera casa, però, perfectament protegit del vent del nord i ben exposat al sud » sembla avui marcada per una austeritat extrema. Fins i tot en ple estiu, cal esperar fins a última hora del matí perquè surti el sol sobre el Grand Som. Fins a la dècada del 1990, la neu hi romania fins al maig (inclòs), un bon mes i mig més que al monestir actual. Tanmateix, les condicions climàtiques del XX XX segle no ens permet jutjar els motius dels monjos del XII XII segle sense risc d'anacronisme. El clima de l'Edat Mitjana era molt menys dur a Europa que en el període modern (" òptim climàtic medieval "). Algunes cartoixes, com la de Berthaud, van sobreviure durant molt de temps en entorns fins i tot més difícils que la Gran Cartoixa. En qualsevol cas, la nova ubicació, més oberta, amb millor insolació, estava fora de perill d'allaus. Era més a prop de la cambra baixa, cosa que facilitava que els germans fessin el trajecte cada setmana, fes el temps que fes.
La feina es va dur a terme ràpidament. Només l'església, ara transformada i submergida enmig de construccions més recents, i la sala capitular, que encara conserva intacta la volta XII XII, van ser construïdes en pedra. . Es van construir una dotzena de cel·les de fusta. L'església va ser consagrada el 13 d'octubre de 1133 per un antic cartoixà, Hug, segon del mateix nom, successor de Sant Hugues a la seu de Grenoble.
És al prior Guigues a qui devem les consuetudines cartusiae (escrites el 1127) que defineixen els costums i les pràctiques d'una cartoixa aconseguint un subtil equilibri entre la vida eremítica i la vida comunitària. Els monjos es reuneixen a l'església per a vetlles, matines, missa matinal i vespres, i viuen la resta del temps retirats a les seves cel·les, on es concentren en l'estudi de les Sagrades Escriptures, però també es dediquen a treballs agrícoles i de construcció. Gradualment, l'orde cartoixà es va anar estructurant. Va seguir sent atractiu durant tota l'Edat Mitjana.

### Incendis i saquejos
El monestir de Guigues va sobreviure durant poc menys de dos segles. Entre 1320 i 1676, el monestir va patir vuit incendis:
- entre el 6 i l'11 de maig de 1320, durant el capítol general, devastació total dels edificis a causa d'un incendi a la xemeneia de la posada.
- durant l'estiu de 1371, a causa d'un incendi accidental a la xemeneia.
- a finals d'octubre de 1473, a causa d'un incendi a la xemeneia de la posada.
- 1510.
- 5 de juny de 1562, a causa d'un incendi intencionat, durant les Guerres de Religió, per part de les tropes del baró des Adrets.
- 31 d'octubre de 1592.
- 1611.
- 10 d'abril de 1676, a causa d'un incendi a la xemeneia que va començar als apartaments del Reverend Pare.

La pobresa de recursos per a la lluita contra incendis i, sobretot, la peculiaritat regional de les teulades cobertes amb teules combustibles de fusta d'avet van conduir cada cop a la destrucció gairebé total de tot allò que podia cremar.
Després de l'incendi de 1676, Dom Innocent Le Masson va reconstruir el monestir segons un nou estil arquitectònic, aquell que li coneixem. Els edificis estan catalogats com a monuments històrics des del 1920.

### Supressions

#### La supressió de les congregacions durant la Revolució Francesa
Per decret del 2 de novembre de 1789, l'Assemblea Constituent va posar els béns de l'Església, inclosos els béns de les congregacions, a disposició de la Nació. Pel decret del 13 de febrer de 1790, va prohibir els vots monàstics i va suprimir els ordes religiosos regulars. El mateix any, un inventari de les pintures del monestir va establir una llista de cent vint-i-cinc pintures, però set anys més tard el professor de dibuix Louis-Joseph Jay, encarregat de recuperar-les per crear el museu de Grenoble, en va trobar només cinquanta.
Durant el mateix any, la col·lecció literària de 400 manuscrits i 3.500 obres impreses, incloent-hi uns 300 incunables, que pertanyien a la Grande Chartreuse, va ser transportada gradualment a la biblioteca municipal de Grenoble, amb un lliurament final el 1813. Entre els diversos documents, alguns són antics, com ara una Bíblia anomenada de Nostra Senyora de Casalibus, que data d'abans del 1132. Existeixen altres tipus de documents a la col·lecció, com ara un gran leccionari temporal i santoral del segle XII que els cartoixans feien servir diàriament durant els serveis religiosos o al refectori. Tots aquests preciosos documents, rastres de la vida dels monjos, que no s'haurien conservat en un altre context, ara es conserven a la biblioteca d'estudis i patrimoni de Grenoble. Les obres encara són estudiades regularment pels investigadors i estan disponibles en línia a Pagella.
El Pare General, Dom Nicolas-Albergati de Geoffroy, va deixar la Gran Cartoixa el dimecres 17 d'octubre de 1792. No només la comunitat de la Grande-Chartreuse ja no existia, sinó que l'orde cartoixà ja no tenia ni una sola casa habitable a França. El capítol general ja no es podia reunir. En la seva última sessió, havia establert que en cas de dispersió de la comunitat, el definitori nomenaria un vicari general mentre esperava dies millors. Posteriorment, com que el definitori no va poder reunir-se, els successius vicaris generals van designar el seu escriba per succeir-los en cas de mort, subjecte a la confirmació de la Santa Seu.
Per reial decret del 27 d'abril de 1816, l'orde va obtenir de l'Estat l'arrendament de la Gran Cartoixa per establir-hi "un lloc de retir". El 16 de juliol de 1816, el vicari general en funcions, Dom Romuald Moissonier, profés de la Gran Cartoixa, però aleshores prior de Part-Dieu a Suïssa, l'únic monestir cartoixà de l'orde que havia sobreviscut a la turbulència revolucionària, va tornar a la Gran Cartoixa amb uns quants religiosos per reprendre-hi la vida regular. El 1857, un decret imperial va definir una reserva al voltant del monestir per preservar el paisatge i garantir la pau dels monjos.

#### L'expulsió de 1903

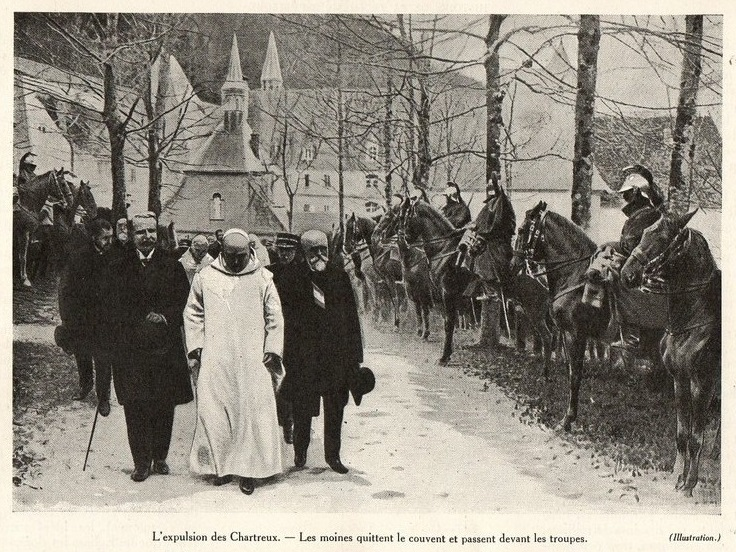
L'expulsió de 1903.

Els cartoixans van escapar de la primera onada d'expulsions de congregacions no autoritzades el 1880. El 29 de març de 1880, uns decrets van anunciar la dissolució de les congregacions masculines no autoritzades per l'Estat, però una ordre va permetre als cartoixans romandre al seu monestir.
La congregació es considerava implícitament autoritzada pels textos de 1816 i 1857. Tanmateix, en el marc de les mesures excepcionals previstes per a les congregacions a la llei d'associacions de 1901, els cartoixans van presentar una sol·licitud d'autorització. L'autorització va ser rebutjada per votació de la Cambra de Diputats el 26 de març de 1903.
Els monjos de la Gran Cartoixa van ser expulsats manu militari el 29 d'abril de 1903. La comunitat es va refugiar a Itàlia, a la cartoixa de Farneta (a Maggiano, frazione de Lucca ) i només va poder reintegrar a la casa mare el 1940. El capítol general, després d'haver-se celebrat una vegada excepcionalment a Valsainte, va continuar celebrant-se regularment a Farneta, permetent, aquesta vegada, l'elecció regular de dos successors regulars de Dom Michel Baglin que havia obtingut la seva misericòrdia (renúncia en llenguatge cartoixà) el 1905.
El 14 de novembre de 1912, tot el monestir va ser classificat com a monument històric.

### Restauració

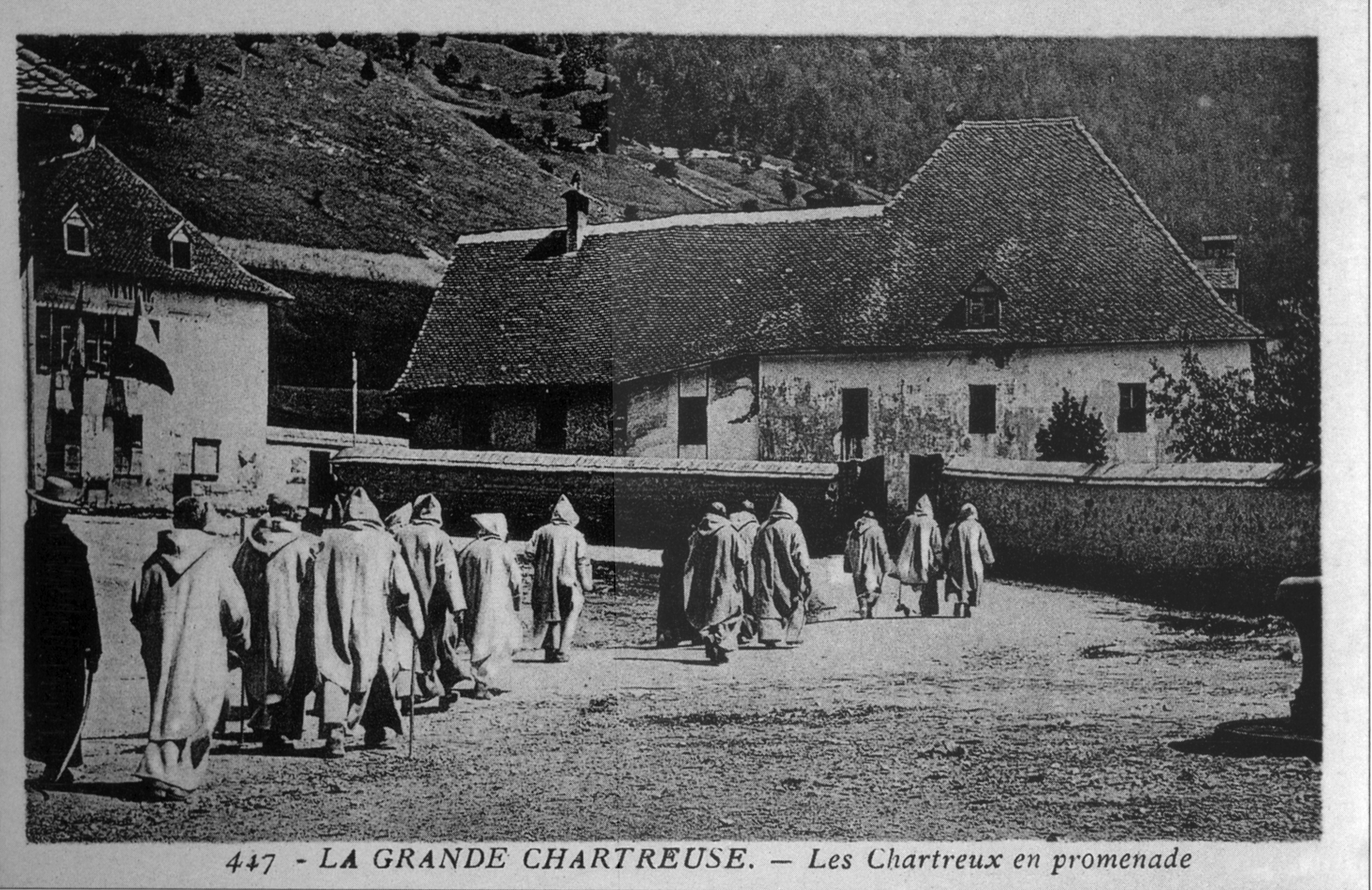
Els cartoixans en una passejada cap a la Gran Catoixa.

A partir del 1903, però sobretot després que el monestir fos classificat com a Monument Històric el 1912, va ser objecte de nombroses visites. A partir del 1920, els visitants curiosos es van afanyar a descobrir el monestir. Entre les dues guerres, més de 100.000 persones van viatjar en autocar o cotxe cada any. Venim aquí com a família amb la dona i els fills. La multitud és tal que s'han d'imposar regulacions per al moviment o l'aparcament d'automòbils. Alhora, el Consell General està duent a terme importants treballs de restauració al Pavelló dels Estrangers (inclosa la instal·lació d'electricitat sota la supervisió del degà de la Facultat de Ciències de la Universitat de Grenoble, René Gosse). A partir del 1930, aquest edifici es transformava cada estiu en una residència universitària on venien a residir acadèmics i investigadors francesos i estrangers. Entre les primeres residents hi havia Marie Curie i la seva filla Irène Joliot-Curie. La instal·lació d'aquesta Casa Universitària ha despertat la ira dels cercles catòlics, en particular de la Ligue dauphinoise d'action catholique (LDAC), que està desenvolupant una campanya d'odi alimentada per l'antiintel·lectualisme, la xenofòbia, l'antimaçoneria i, de vegades, l'antisemitisme.
Anomenada l'Auberge des coucous, o l'Auberge des intellectuels fatigués, aquesta casa universitària va romandre oberta fins a la tardor de 1939. El retorn dels monjos el juny de 1940, vinculat a la declaració de guerra d'Itàlia a França, al mateix temps que l'establiment de l'Estat francès, va marcar el final d'aquesta Casa Universitària, així com les possibilitats de visitar el monestir de la Gran Cartoixa. El 6 de juliol de 1940, Paul Claudel va anotar els dos esdeveniments al seu diari: « França s'allibera després de 60 anys del jou del partit radical i anticatòlic (mestres, advocats, jueus, maçons). El nou govern invoca Déu i retorna la Gran Cartoixa al clergat. Esperança d'alliberar-se del sufragi universal i del parlamentarisme, així com del domini malvat i imbècil dels mestres que es van cobrir de vergonya durant l'última guerra. "Restauració de l'autoritat". (René Favier, La Maison universitaire de la Grande Chartreuse. L'Auberge des coucous, Grenoble, PUG, 2023). El maig de 1940, el cònsol francès a Livorno va aconsellar al Pare General i als monjos francesos de Farneta que tornessin a França. La imminència de l'entrada d'Itàlia a la guerra feia témer que les fronteres amb França, que els havien estat prohibides abans de la guerra, aviat es tanquessin. En el context de la debacle, el Reverend Pare General Dom Ferdinand Vidal i els que l'acompanyaven van poder establir-se temporalment a Orgeoise, al suburbi de Voiron (Isère), on vivien els germans llecs responsables de la producció del licor. Després d'haver intentat en va arribar al govern francès retirat a Bordeus per obtenir permís per tornar a la Gran Cartoixa, Dom Vidal va enviar monjos a reocupar la Grande-Chartreuse, abans que hi arribessin els alemanys, que ja eren a Voreppe. Els primers pares van aparèixer el 29 de maig. Superant l'oposició del El prefecte d'Isère, Perrier, l'alcalde de Saint-Pierre-de-Chartreuse, el Sr. Villars, van requisar el monestir. per acollir-hi els refugiats ". El 9 de juny, Georges Mandel, ministre de l'Interior, va regularitzar la situació de facto. El 10 de juny Itàlia va entrar en la guerra. El 21 de juny de 1940, l'endemà de l'anunci de l'armistici, tres Pares van prendre possessió oficialment dels edificis. Les orientacions del nou govern de Vichy, innegablement favorables a l'Església i a les congregacions, van crear una situació favorable. El nomenament per part de Pétain d'un nou prefecte d'Isère, Raoul Didkowski, va facilitar la reintegració. Una llei del govern de Vichy del 21 de febrer de 1941 va atorgar als cartoixans reconeixement legal a França. Durant aquests anys difícils, la comunitat va obrir les portes als jueus i a les persones perseguides. El mateix va passar durant el període de purga que va seguir a la guerra, a favor d'antics col·laboradors i milicians, inclòs Paul Touvier.

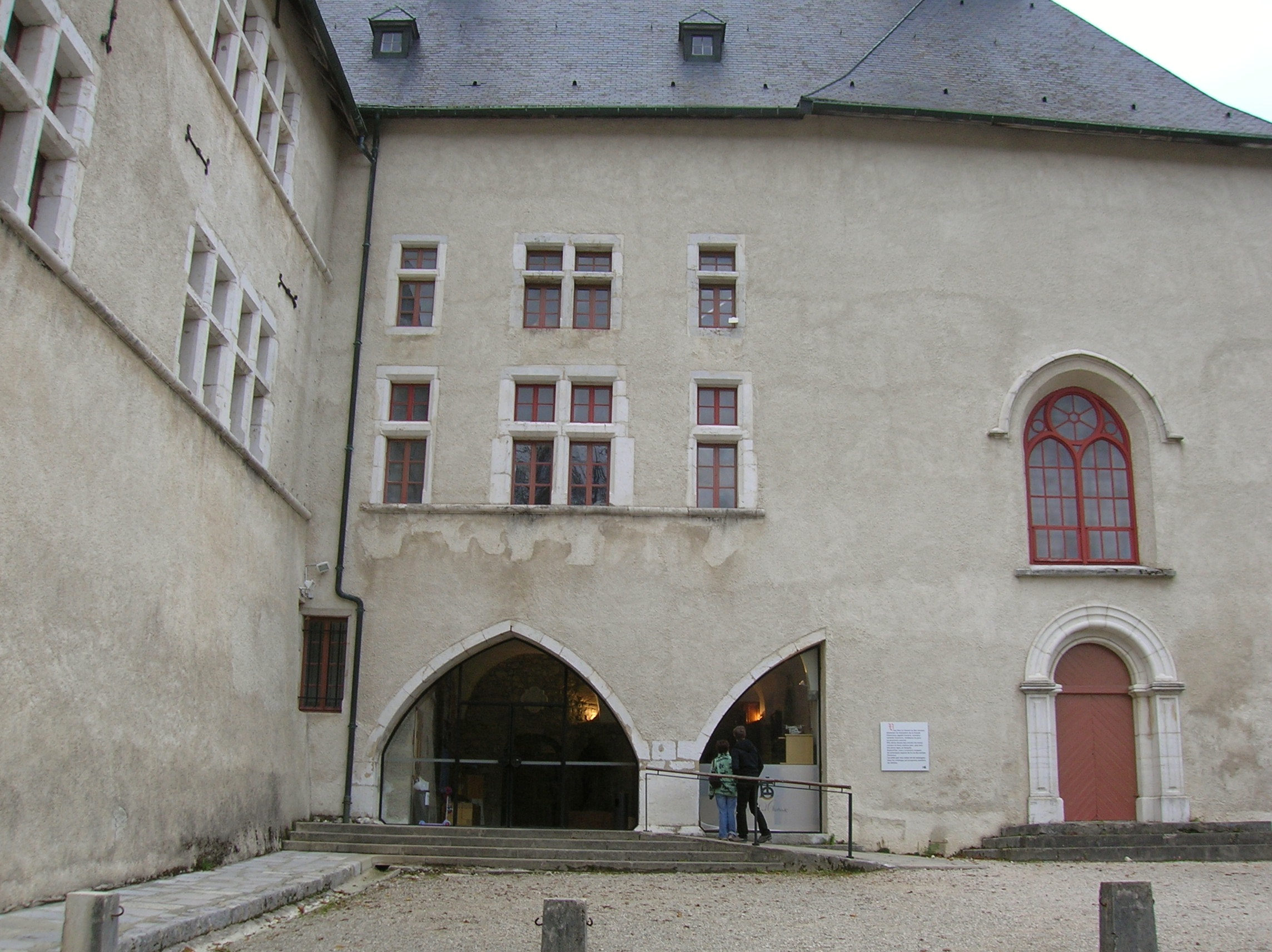
L'entrada del museu de la Grande Chartreuse, ubicat a la Correrie.

Un acord de l'11 de març de 1941 entre la Gran Cartoixa i l'administració de les Belles Arts del règim de Vichy va definir els termes de la concessió d'edificis i va permetre la seva ràpida restauració. La comunitat continua fins avui llogant els edificis a l'Estat francès, per un lloguer baix i el cost del manteniment rutinari. A partir de 1947, la Gran Cartoixa va començar a acollir regularment el capítol general cada dos anys.
En les dues dècades posteriors a la Segona Guerra Mundial, l'auge del turisme i els avenços en les xarxes viàries es van tornar cada cop més inconvenients. A la Grande-Chartreuse, els superiors fins i tot van considerar abandonar el massís i traslladar la comunitat a un lloc més aïllat. Finalment, van obtenir la classificació del lloc com a lloc històric i natural, la prohibició del sobrevol d'avions turístics (un avantatge del qual no gaudien totes les cases de l'orde) i el tancament del trànsit automobilístic. També es va establir un museu en una part dels edificis de l'antiga Correrie, una mica més avall que la Chartreuse, que evocava per als turistes la vida cartoixana en un entorn apropiat i donava a conèixer alguna cosa de la vida de la Chartreuse. El flux de cotxes s'atura allà, a un quilòmetre i mig del monestir, cosa que permet als cartoixans viure en la solitud que consideren d'acord amb la seva vocació. Volen que aquest lloc continuï sent un " desert "dins d'una zona de silenci, ara oficialment protegida per les autoritats públiques.
El 1999, el general de l'orde va enviar dos cartoixans de la Grande Chartreuse a Seül per fundar la Chartreuse Notre-Dame de Corée, ara situada a Sangju.

### Els Priors
El prior de la Gran Cartoixa ha rebut –o pres– diversos títols al llarg de la història. Avui dia, ostenta el títol de Ministre General de l'Orde. (vegeu l'article «Ordre dels Cartoixans»)

Després que Dom François-Marie Velut demanés ser rellevat de les seves funcions per motius de salut el 23 d'octubre de 2014, la comunitat de la Gran Cartoixa va elegir Dom Dysmas de Lassus com a nou prior i ministre general de l'orde. Va ser pare mestre a la Grande Chartreuse de 1990 a 2012, i després prior de la Chartreuse de Notre-Dame de Portes, a Ain. Per tant, la comunitat el va escollir el 3 de novembre de 2014 i el 7 novembre aquesta elecció va ser confirmada pel col·legi de priores i priors de tot l'orde.
Pintures dels Priors del Desert de Chartreuse i de la Gran Chartreuse
| Període de governança | Nom                     |
| 1084-1089             | Saint Bruno             |
| 1090-1100             | Dom Landuin             |
| 1101-1102             | Dom Pierre le Franc     |
| 1102-1110             | Dom Jean I              |
| 1110-1137             | Dom Guigues I de Castro |
| 1137-1139             | Dom Hugues I            |
| 1139-1151             | Saint Anthelme          |
| 1151-1173             | Dom Basile de Bourgogne |
| 1173-1176             | Dom Guigues II          |
| 1176-1233             | Dom Jancelin            |
| 1233-1236             | Dom Martin de Cogneron  |
| 1236-1242             | Dom Pierre II           |
| 1242-1253             | Dom Hugues II           |
| 1253-1258             | Dom Bernard de La Tour  |
| 1258-1268             | Dom Riffier             |
| 1268-1273             | Dom Gérard              |
| 1273-1276             | Dom Guillaume I         |
| 1276                  | Dom Pierre III          |
| 1277-1278             | Dom Guillaume Fabri     |
| 1278-1313             | Dom Boson               |
| 1313-1329             | Dom Aymon d'Aost        |
| 1329-1330             | Dom Jacques de Vevey    |
| 1330-1336             | Dom Clair de Fontenay   |
| 1336-1341             | Dom Jacques de Vevey    |
| 1341-1346             | Dom Henri Pollet        |
| 1346-1360             | Dom Jean II Birelle     |

| Període de governança | Nom                   |
| 1360-1367             | Hélisaire de Grimoard |
| 1367-1402             | Dom Guillaume II      |
| 1402-1410             | Dom Boniface Ferrier  |
| 1410-1420             | Dom Jean III          |
| 1420-1437             | Dom Guillaume III     |
| 1437-1463             | Dom François Maresmes |
| 1463-1472             | Dom Jean IV           |
| 1472-1481             | Dom Antoine I         |
| 1481-1494             | Dom Antoine II        |
| 1494-1503             | Dom Pierre IV         |
| 1503-1521             | Dom François II       |
| 1521-1535             | Dom Guillaume IV      |
| 1535-1540             | Dom Jean V            |
| 1540-1546             | Dom Pierre V          |
| 1546-1553             | Dom Jean VI           |
| 1553-1554             | Dom Damien Longuano   |
| 1554-1566             | Dom Pierre VI         |
| 1566-1586             | Dom Bernard II        |
| 1586-1588             | Dom Jérôme I          |
| 1588-1594             | Dom Jérôme II         |
| 1594-1600             | Dom Jean VII          |
| 1600-1631             | Dom Bruno II          |
| 1631-1643             | Dom Juste Perrot      |
| 1643-1649             | Dom Léon Tixier       |
| 1649-1675             | Dom Jean VIII         |

| Període de governança | Nom                                    |
| 1675-1703             | Dom Innocent Le Masson                 |
| 1703-1731             | Dom Antoine III Tocquet de Montgeffond |
| 1731-1732             | Dom Ambroise Grollet                   |
| 1732-1737             | Dom Étienne Richard                    |
| 1737-1758             | Michel Brunier de Larnage              |
| 1758-1778             | Dom Étienne Biclet                     |
| 1778-1791             | Dom Hilarion Robinet                   |
| 1791-1801             | Dom Nicolas Albergati                  |
| 1801-1813             | Dom Antoine Vallet                     |
| 1813-1816             | Dom Romuald Moissonnier                |
| 1816                  | Dom Bonaventure Eymin                  |
| 1816-1824             | Dom Grégoire Sorel                     |
| 1824-1831             | Dom Benoît Nizzati                     |
| 1831-1863             | Dom Jean-Baptiste Mortaize             |
| 1863-1877             | Dom Charles-Marie Saisson              |
| 1877-1879             | Dom Roch-Marie Boussinet               |
| 1879-1892             | Dom Anselme-Marie Bruniaux             |
| 1892-1905             | Dom Michel (II) Baglin                 |
| 1905-1911             | Dom René Herbault                      |
| 1911-1938             | Dom Jacques-Marie Mayaud               |
| 1938-1967             | Dom Ferdinand Vidal                    |
| 1967-1997             | Dom André Poisson                      |
| 1997-2012             | Dom Marcellin Theeuwes                 |
| 2012-2014             | Dom François-Marie Velut               |
| des de 2014           | Dom Dysmas de Lassus                   |

## Una mirada al monestir

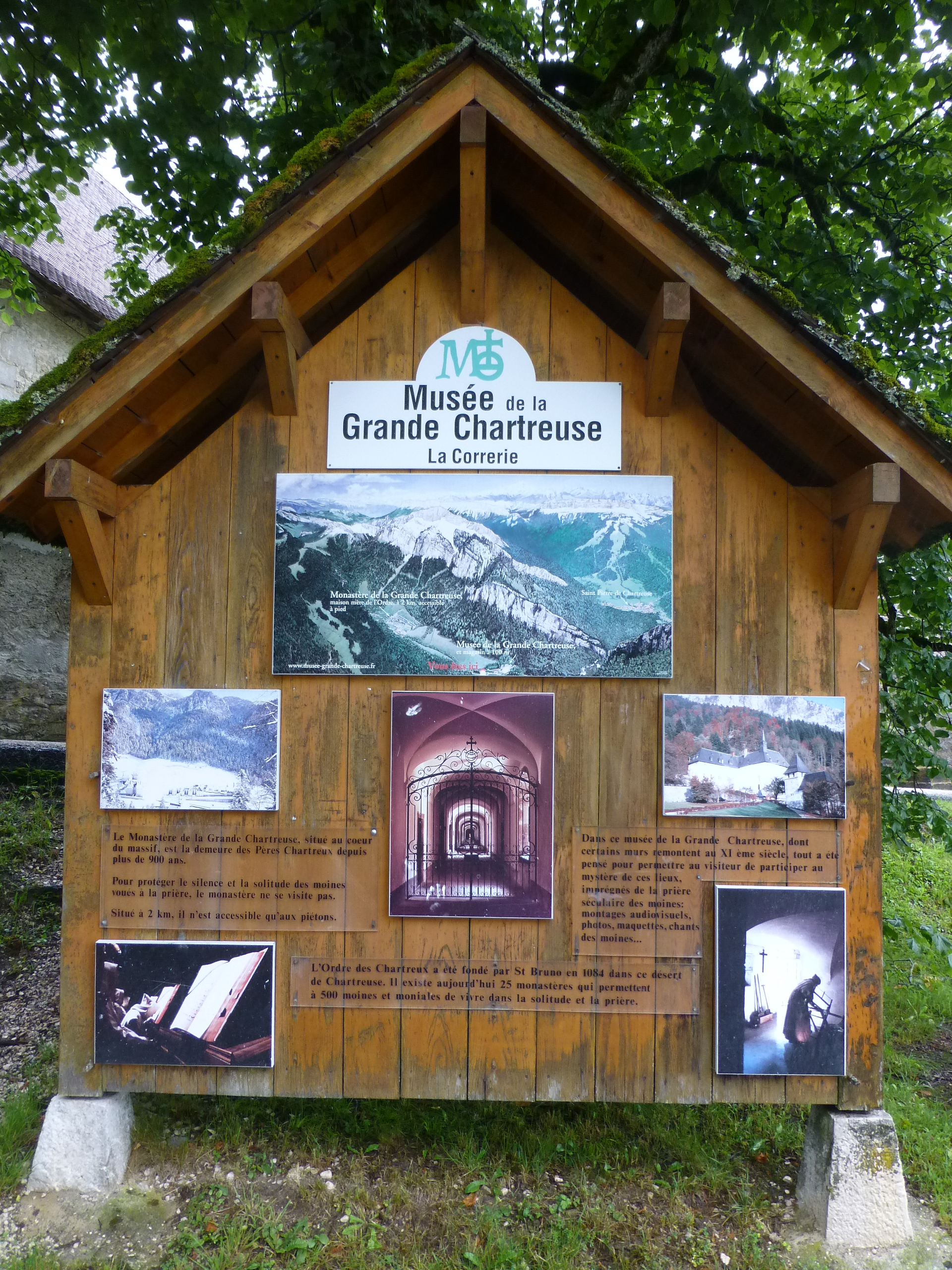
Exposició del Museu de la Gran Cartoixa.

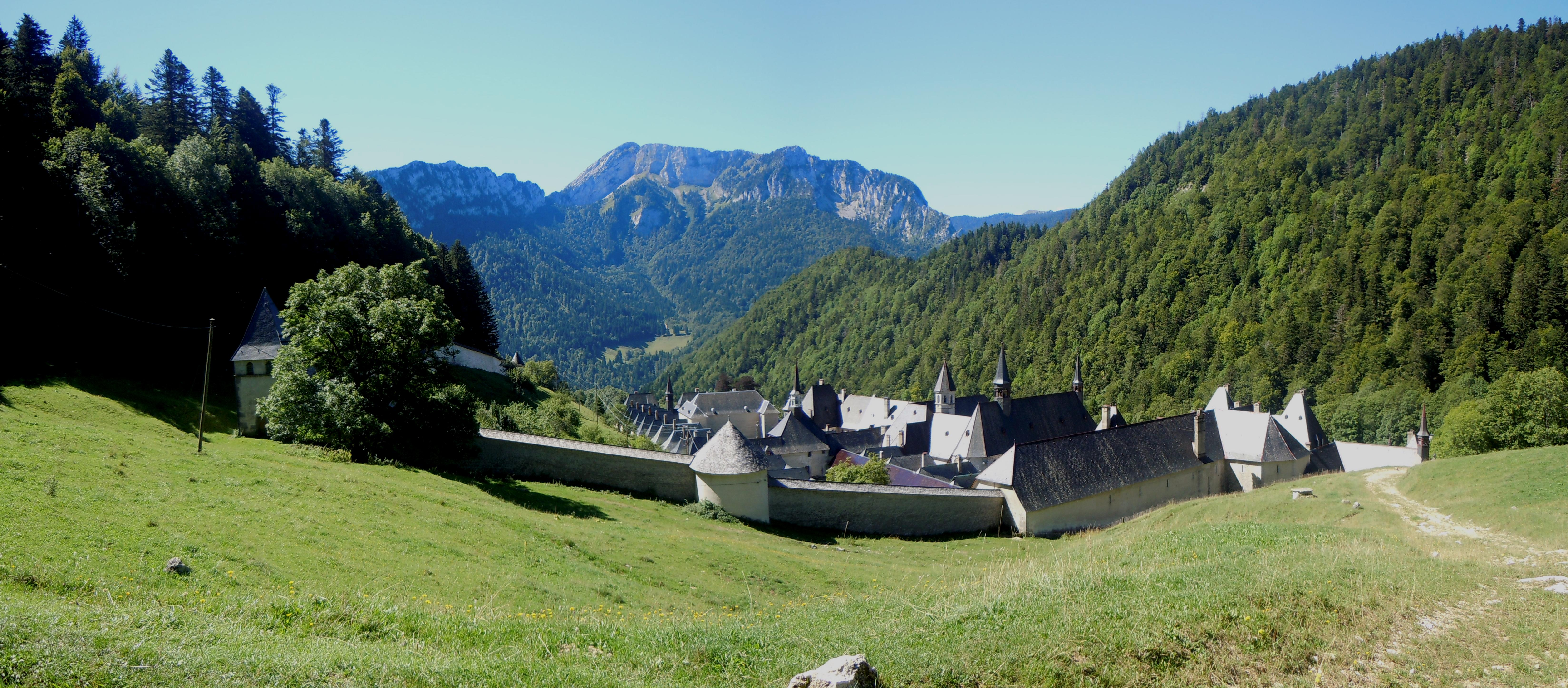
El monestir està situat a la vall de Saint-Bruno, davant del Charmant Som.

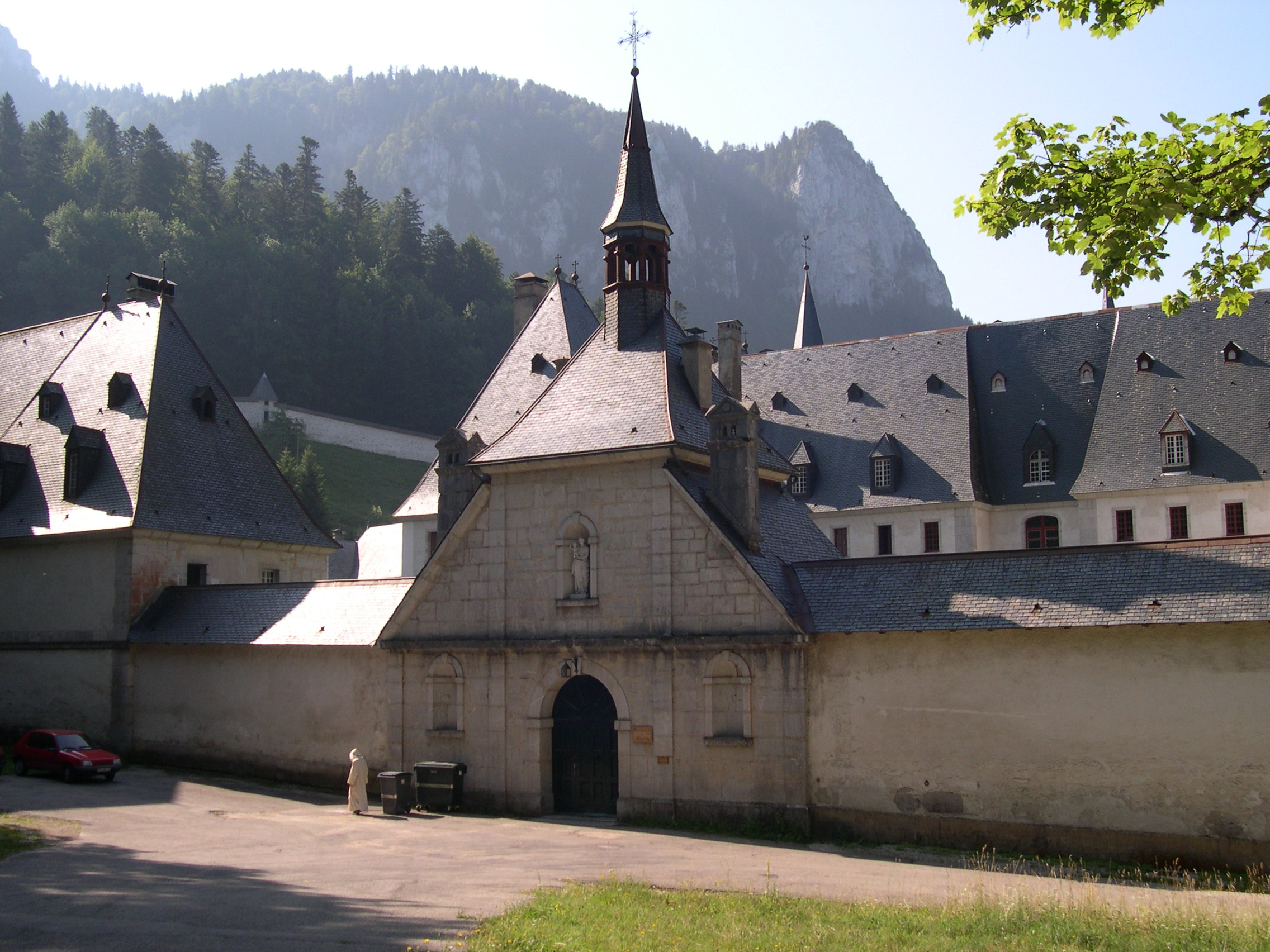
Entrada principal del monestir.

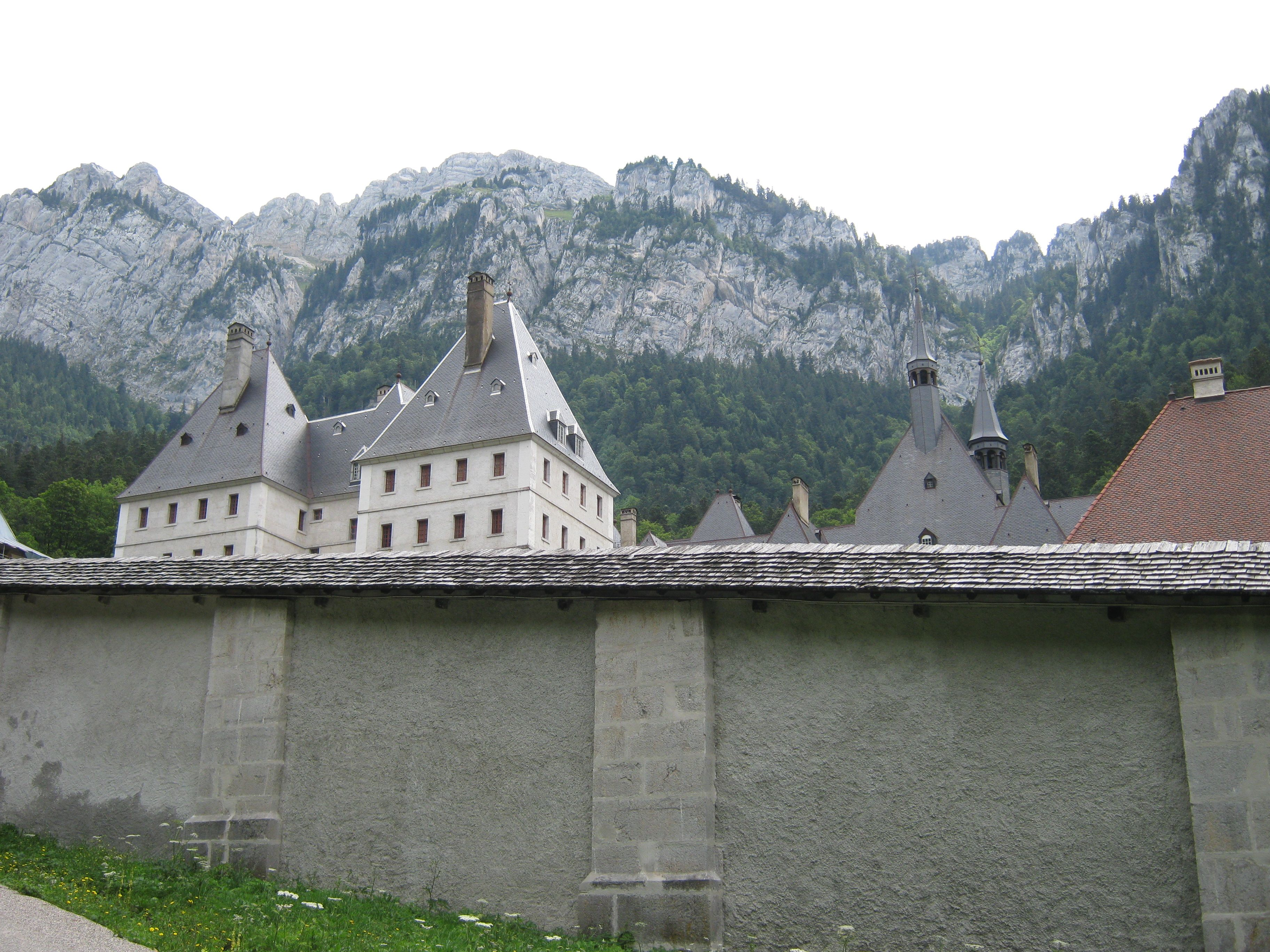
Teulades vistes des del mur oest.

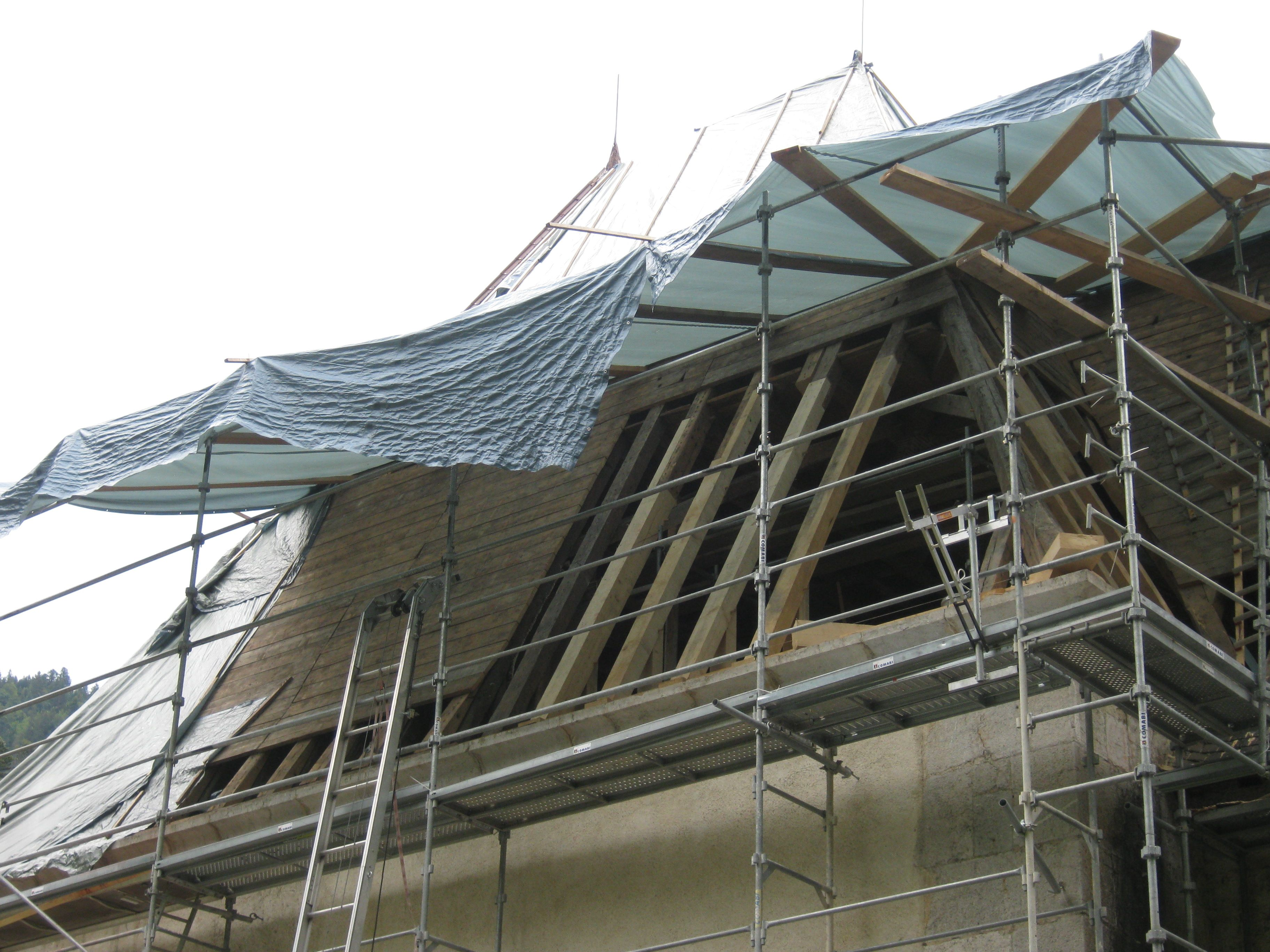
Estructura en reparació.

Amb l'ajuda d'una vista general i un plànol, podem identificar els diversos edificis reunits a la ciutat monàstica.
A l'extrem esquerre, mirant cap al nord, hi ha la capella exterior dedicada a la Mare de Déu de la Salette; fermament assentat sobre grans contraforts, domina l'entrada del monestir. Més enllà, a l'est, podem veure un gran edifici que també data del segle xix : aquesta és l'antiga bugaderia que ara allotja les cel·les dels germans. A uns vint metres a la dreta de la porta d'entrada, una altra capella, anomenada de la Resurrecció, està oberta al públic.
En primer pla i a l'esquerra, obrint-se al pati principal, crida l'atenció un edifici molt important. Aquestes quatre ales massisses, construïdes amb pedra tallada al segle xvi, són l'hotel destinat a la recepció dels priors cartoixans en l'època del Capítol General.
Els set pavellons de dos pisos que s'alineen en fila estan ocupats per les cel·les dels responsables de l'administració de l'ordre i de la Cambra : fiscal, escriba (secretari del pare general amb funcions similars a les d'un canceller), fiscal adjunt, etc. L'últim pavelló, una mica més gran que els altres, està habitat pel R. P. General. Per connectar el conjunt, hi ha tres galeries superposades un passadís mig subterrani ; per sobre de " Claustre d'Oficials »; després, a la planta superior, el " Galeria de mapes. L'hotel Prieurs i tot aquest districte van ser així organitzats i desenvolupats per Dom Le Masson.
Al fons, veiem un rectangle gran i molt allargat està flanquejat al voltant del seu perímetre per petites cases distribuïdes a intervals regulars, i de les quals la majoria de les vegades només és visible la teulada. És el gran claustre amb les 35 cel·les dels monjos ermitans, una part essencial i característica de la cartoixa.
Les galeries del gran claustre mesuren 216 metres de nord a sud i 23 metres d'est a oest, formant un quadrilàter de 478 metres. La part nord, a l'esquerra, és la més antiga: antic claustre gòtic del segle XIV, els fonaments del qual es remunten al segle XII. La part sud data, en el seu estat actual, del segle XVI. Les branques més llargues del claustre s'uneixen per dues galeries transversals que limiten un pati cobert on es troba el cementiri. La galeria de l'esquerra voreja la Capella dels Morts, la de la dreta passa per sota de la biblioteca. Normalment, la gent només travessa el claustre per anar a l'església o tornar-ne; sempre hi ha un silenci profund.
Diversos edificis, tots disposats paral·lelament a l'hostal, es troben entre el claustre gran i el claustre dels oficials. Aquests són, d'esquerra a dreta:
- l'església amb els seus dos campanars Restaurada el 1878, no té cap caràcter particular a part de l'austeritat i un preciós terra de parquet amb motius de rombes, com el que existia en diverses cases de l'orde fins als desenvolupaments postconciliars. Després del Concili Vaticà II, el santuari (equivalent al cor de les esglésies seculars) va patir diverses remodelacions, algunes requerides per la reforma litúrgica (altar separat de la paret), altres característiques de les modes estètiques i devocionals de l'època (addició d'icones, decoració del tabernacle, eliminació de les quatre torxes enceses en els serveis solemnes, eliminació de pintures), però el cor de monjos i germans, separat pel seu paravent, no es va poder modificar. El cor dels Pares conté 52 cadires de noguera que van substituir [data per especificar] les antigues cadires, disperses durant la Revolució Francesa entre diverses esglésies de Grenoble.
- el petit claustre (a la dreta de l'església), flanquejat per un costat per la pintoresca torre del rellotge, construïda al segle XV.
- El refectori s'estén al costat sud del claustre; data del segle XIV i va ser restaurada al segle XV. Per sobre del refectori hi ha la gran sala del Capítol General, decorada amb una estàtua de Sant Bru i retrats dels priors de la Gran Cartoixa, des de Sant Bru fins a Dom Le Masson.
- la cuina, a la dreta del refectori, disposada entre dues zones cobertes que serveixen com a dependències ; part d'aquesta construcció data del segle XIV.
- al final del claustre dels Oficials, la cel·la del Prior General està connectada al gran claustre per un passadís que s'obre prop de la capella de Sant Lluís, el campanar de la qual és fàcilment visible.

A la part inferior dreta del pla hi ha un gran grup d'edificis agrupats al voltant d'un gran pati. Aquests són els " obediències » : molí, garatge, estables, fusteria, farga, sala de màquines, etc. Es va tenir cura de mantenir-los allunyats del claustre per no pertorbar el silenci i així preservar millor la contemplació dels solitaris a les seves cel·les.
Obert als visitants, el desert de Chartreux i els seus “zona tranquil·la» que estan annexos al vast domini han de ser respectats pels caminants

## Obres d'art
(llista no exhaustiva)
- Col·lecció de mapes de Chartreuse, un conjunt de pintures dels monestirs de l'orde produïdes a partir de finals del XVII XVII segle i conservat i presentat al museu Chartreuse al segle XXI.[18]
- 1957 - La família del pintor Charles-Henri Michel va oferir al monestir una sèrie de setze pintures de La imitació de Jesucrist pintades pel seu avantpassat.

L'inventari i la descripció de la col·lecció de la Grande Chartreuse, que inclou les Bíblies XIsegle XI A segle XV segle i molts documents com ara graduals o una còpia del decret de Gracià, estan disponibles en línia al lloc web de la CCFR  . Tota la col·lecció digitalitzada es pot trobar al lloc web Pagella de la biblioteca de Grenoble  .

## Vida econòmica
Originalment, la subsistència de la comunitat s'assegurava amb la ramaderia (ovelles) i alguns conreus pobres de verdures i cereals. Durant molt de temps, els cartoixans només van acceptar de mala gana la generositat dels donants, rebutjant les fundacions de misses. Des del segle XII, l'explotació directa o indirecta de mines de ferro, en particular al Coll de Bovinant, va permetre als cartoixans desenvolupar una activitat de forja, que va durar fins a la Revolució i va causar algunes friccions amb el duc d'Entremont, que volia apoderar-se de les mines.
Des del segle XIX, l'èxit del licor Chartreuse, la fórmula del qual va ser donada el 1605 per François-Annibal d'Estrées, va assegurar a la comunitat de la Grande-Chartreuse, i després a tot l'orde, uns ingressos substancials que, capitalitzats, encara permetien a l'orde fer front a despeses extraordinàries, mantenir cases sense ingressos propis així com projectes caritatius o religiosos externs.
El 2021, l'Estat francès, propietari dels edificis, va renovar les teulades del claustre dels oficials, per un cost de més de dos milions d'euros (autorització d'obra núm. AC 038 442 19 00001).

## En la literatura
- Chateaubriand va visitar la Gran Cartoixa el 1805 i en parla a les seves Mémoires d'outre-tombe, llibre disset, capítol V.
- Stendhal, que visitava sovint la Grande Chartreuse, va extreure part de la seva inspiració per a La Chartreuse de Parme d'allà.
- Honoré de Balzac sovint es refereix a la Gran Cartoixa a La Comèdia Humana, més concretament a Albert Savarus, on el personatge principal es retira a la Gran Cartoixa , així com a El metge de camp .
- Alexandre Dumas relata la seva visita a la Gran Chartreuse al capítol XV del primer volum de les seves Impressions d'un viatge a Suïssa ( p. 238-276) inserint la història particularment romàntica de la vocació d'un monjo.
- Léon Bloy s'hi va allotjar i evoca aquest moment de la seva vida idealitzant-lo a Le Désespéré.
- Matthew Arnold va escriure un poema , Estrofes de la Gran Chartreuse .
- Antoine Godeau va escriure el poema La Grande Chartreuse, disponible a l' Antologia de la poesia francesa del segle XVII (edició de Jean-Pierre Chauveau, Poésie Gallimard, 1987, p. 316 ).

## En cinematografia
- El Gran Silenci (2005)

## Codi de colors
- Verd Chartreuse